# 君鴨トンネル
君鴨トンネル（きみかもトンネル）は、国道410号の千葉県君津市と同県鴨川市の境界線をまたぐように掘られたトンネル。開通は1993年2月24日である、総延長696.0m、道路幅員7.0m、最高高4.5m。

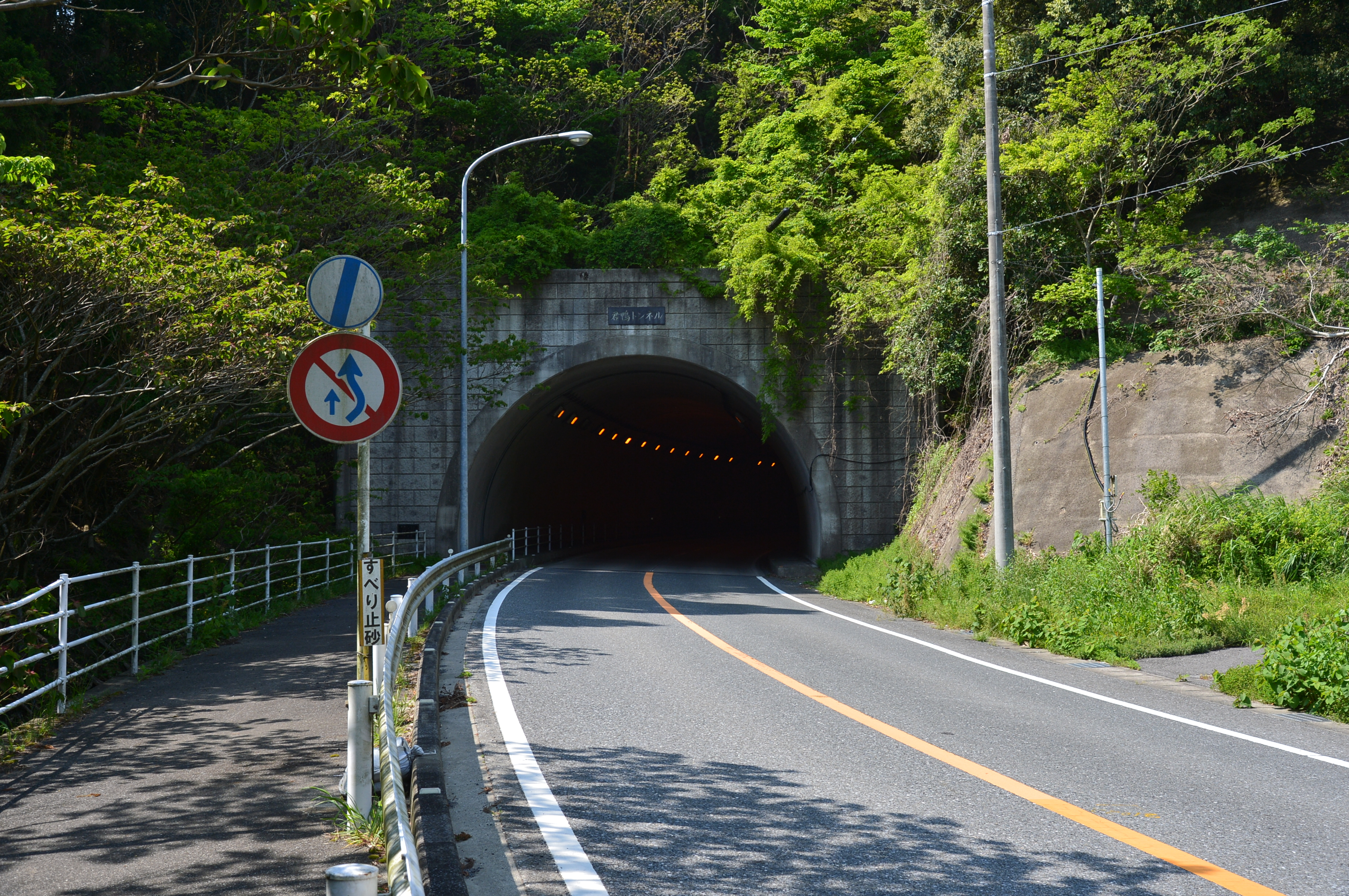
国道410号・君鴨トンネルの鴨川市側の坑口（2016年5月）